# Atlanta Nights
Atlanta Nights ist ein Trash-Fantasy-Roman aus dem Jahr 2004. Er wurde von einem Autorenkollektiv geschrieben, das beweisen wollte, dass gewisse Verlage auch sehr schlechte Bücher veröffentlichen.

## Handlung
Der Roman hat keine einheitliche Handlung. Die Hauptpersonen wechseln das Geschlecht, sterben und sind plötzlich ohne weitere Erklärungen wieder da. Ein Kapitel ist von einem Computerprogramm geschrieben, das aus Phrasen der anderen Kapitel einen Zufallstext generierte.
Schließlich wird enthüllt, dass sich alles nur um einen Traum gehandelt hat, trotzdem geht die Geschichte noch für mehrere Kapitel weiter.

## Rezeption
Das Manuskript wurde PublishAmerica angeboten und von dem Verlag akzeptiert. Die Autoren entschlossen sich, den Hoax aufzudecken. PublishAmerica war nicht mehr bereit, das Werk zu drucken, und gab bekannt, dass ein weiteres Lesen des Manuskriptes ergeben hätte, dass das Werk doch nicht ihren Standards entspreche.
Das Buch wurde schließlich von LuLu unter dem Pseudonym Travis Tea veröffentlicht. Alle Gewinne werden an ein Hilfsprojekt (Emergency Medical Fund) der Science Fiction and Fantasy Writers of America gespendet.
Beteiligt waren:
- Michael Armstrong
- Pierce Askegren
- Andrew Burt
- Adam-Troy Castro
- Judi B. Castro
- Mary Catelli
- Brenda W. Clough
- Shira Daemon
- Sheila Finch
- Charles Coleman Finlay
- Sean P. Fodera
- Peter Heck
- M. Turville Heitz
- Deanna Hoak
- Robin Hobb
- Kenneth L. Houghton
- Ted Kuzminski
- Tina Kuzminski
- James D. Macdonald
- Terry McGarry
- Paul Melko
- Catherine Mintz
- Derryl Murphy
- Vera Nazarian
- Teresa Nielsen Hayden
- Kevin O’Donnell, Jr.
- Alan Rodgers
- Chuck Rothman
- Sherwood Smith
- Jena Snyder
- Allen Steele
- Victoria Strauss
- Laura J. Underwood
- Brook West
- Danica West
- Julia H. West
- Rowan West